# Otok (stacja kolejowa)
Otok – jedna ze stacji kolejowych na magistrali węglowej w Otoku (powiat poddębicki). Duża liczba torów stacyjnych. Obecnie jednak używane są tylko tory główne (nr 1 do Poddębic i nr 2 do Szadku), oraz dwa boczne dodatkowe – nr 3 i nr 4, wszystkie cztery tory zelektryfikowane. Przy nieużywanym torze nr 6 znajdują się pozostałości rampy ładunkowej, która już obecnie nie jest używana.
Stację otwarto dla ruchu 1 marca 1933 r. W czasie niemieckiej okupacji, w latach 1943–1945 stacja nosiła nazwę Heimwald. W 1945 r. wróciła do pierwotnej nazwy Otok. W budynku stacyjnym znajduje się nastawnia dysponująca. Nastawnia wykonawcza znajdującym się w oddzielnym budynku, znajdującym się przy wylocie na Poddębice. Stacja wyposażona jest w semafory świetlne. Na stacji nie uruchamia się już pociągów, ani nie kończą one już tu biegu.